# 2020 dans le catholicisme
Chronologie du catholicisme
- 2016
- 2017
- 2018
- 2019
- 2020
- 2021
- 2022
- 2023
- 2024

Cet article présente les faits marquants de l'année 2020 dans le catholicisme.

## Évènements
- 18 juillet : incendie criminel de la Cathédrale Saint-Pierre-et-Saint-Paul de Nantes.
- 10 octobre : béatification de Carlo Acutis, adolescent italien.
- 28 novembre : consistoire pour la création de 13 cardinaux dont 9 électeurs.

## Décès

### Janvier
- 16 janvier : John Klyberg, évêque anglican britannique devenu prêtre catholique (° 29 juillet 1931)
- 27 janvier : Bernard de Give, moine trappiste et orientaliste belge (° 8 mai 1913)
- 29 janvier : Georges-Hilaire Dupont, prélat et missionnaire français au Tchad, évêque de Pala (° 16 novembre 1919)
- 31 janvier : Henri Fontaine, prêtre, missionnaire et géologue français (° 20 juillet 1924)

### Février
- 3 février : William John McNaughton, prélat et missionnaire américain, évêque d'Incheon (° 7 décembre 1926)
- 11 février : 
  - George Coyne, prêtre jésuite et astronome américain (° 19 janvier 1933)
  - Ferdinand Ulrich, philosophe et enseignant allemand (° 23 février 1931)

### Mars
- 1er mars : 
  - Ernesto Cardenal, prêtre, théologien, poète et homme politique nicaraguayen (° 20 janvier 1925)
  - Viktor Dammertz, prélat allemand, évêque d'Augsbourg (° 8 juin 1929)
- 6 mars : Peter Smith, prélat britannique, archevêque de Southwark (° 21 octobre 1943)
- 25 mars : Angelo Moreschi, prélat et missionnaire italien, vicaire apostolique de Gambela et évêque titulaire d'Elephantaria in Mauretania (° 13 juin 1952)

### Avril
- 2 avril : François de Gaulle, prêtre et missionnaire français (° 13 février 1922)
- 8 avril : Henri Madelin, prêtre jésuite et théologien français (° 26 avril 1936)
- 10 avril : Michel Lelong, prêtre français, acteur du dialogue islamo-chrétien (° 25 février 1925)
- 12 avril : André Manaranche, prêtre jésuite, théologien et écrivain français (° 8 janvier 1927)
- 13 avril : Philippe Lécrivain, prêtre jésuite, historien et enseignant français (° 1er août 1941)
- 15 avril : Gérard Mulumba Kalemba, prélat congolais, évêque de Mweka (° 8 juillet 1937)
- 16 avril : Guy Lafon, prêtre, théologien et universitaire français (° 5 novembre 1930)
- 29 avril : 
  - Philippe Breton, prélat français, évêque d'Aire (° 11 novembre 1936)
  - Giacomo Dalla Torre del Tempio di Sanguinetto, archiviste, critique littéraire et historien de l'art italien, 80e grand maître de l'ordre souverain de Malte (° 9 décembre 1944)

### Mai
- 12 mai : Renato Corti, cardinal italien, évêque de Novare (° 1er mars 1936)
- 13 mai : Gérard Dionne, prélat canadien, évêque d'Edmundston (° 19 juin 1919)
- 20 mai : Adolfo Nicolás, prêtre jésuite et missionnaire espagnol, 30e supérieur de la Compagnie de Jésus (° 29 avril 1936)

### Juin
- 2 juin : Jacques Noyer, prélat français, évêque d'Amiens (° 17 avril 1927)
- 8 juin : Klaus Berger, théologien allemand (° 25 novembre 1940)
- 15 juin : Anton Schlembach, prélat allemand, évêque de Spire (° 7 février 1932)
- 20 juin : Gerhard J. Bellinger, théologien et enseignant allemand (° 11 mars 1931)
- 26 juin : 
  - Pierre Bach, prélat français, missionnaire au Laos, vicaire apostolique de Savannakhet et évêque titulaire de Tituli-en-Proconsulaire (de) (° 29 juillet 1932)
  - Julianus Kema Sunarka, prélat jésuite indonésien, évêque de Purwokerto (° 25 décembre 1941)

### Juillet
- 1er juillet : Georg Ratzinger, prêtre et musicien allemand, frère du pape Benoit XVI (° 15 janvier 1924)
- 11 juillet : Edward Kmiec, prélat américain, évêque de Buffalo (° 4 juin 1936)
- 14 juillet : Milan Šašik, prélat lazariste slovaque de rite grec-catholique ruthène, évêque de Moukatchevo (° 17 septembre 1952)
- 17 juillet : 
  - Pierre-Marie Coty, prélat ivoirien, évêque de Daloa (° 22 novembre 1927)
  - Zenon Grocholewski, cardinal polonais de la Curie (° 11 octobre 1939)
- 19 juillet : Louis Dicaire, prélat canadien, évêque auxiliaire de Saint-Jean–Longueuil et évêque titulaire de Thizica (de) (° 29 août 1946)
- 28 juillet : Joseph Moingt, prêtre jésuite et théologien français (° 19 novembre 1915)

### Août
- 8 août : Pedro Casaldáliga, prélat hispano-brésilien, prélat de São Félix (° 16 février 1928)
- 12 août : François-Mathurin Gourvès, prélat français, évêque de Vannes (° 17 juin 1929)
- 15 août : Antoine Forgeot, moine bénédictin français, abbé de Notre-Dame de Fontgombault (° 15 octobre 1933
- 22 août : Jean-Marie Brochu, prêtre et animateur de radio canadien (° 9 mai 1926)
- 25 août :
  - Laurent Akran Mandjo, prélat ivoirien, évêque de Yopougon (° 5 novembre 1940)
  - Hippolyte Simon, prélat français, premier archevêque de Clermont (° 25 février 1944)
- 28 août : Jean-Pierre Dickès, médecin, historien régionaliste, éditeur, essayiste et militant catholique français (° 29 décembre 1942)

### Septembre
- 2 septembre : Adrianus Johannes Simonis, cardinal néerlandais, archevêque d'Utrecht (° 26 novembre 1931)
- 5 septembre : Marian Jaworski, cardinal polonais, archevêque de Lviv (° 21 août 1926)
- 8 septembre : Joseph Chennoth, prélat indien syro-malabar, diplomate du Saint-Siège et archevêque titulaire de Milevum (de) (° 13 octobre 1943)
- 10 septembre : Emma Morosini, personnalité catholique italienne, célèbre pour ses nombreux pèlerinages (° 8 janvier 1924)
- 18 septembre : Anacleto Cordeiro Gonçalves de Oliveira, prélat portugais, évêque de Viana do Castelo (° 17 juillet 1946)
- 27 septembre : Mario Luis Bautista Maulión, prélat argentin, archevêque de Paraná (° 4 décembre 1934)
- 30 septembre : Viana do Castelo, religieux et missionnaire canadien (° 4 juin 1925)

### Octobre
- 13 octobre : Claude Feidt, prélat français, archevêque d'Aix-en-Provence (° 7 mars 1936)
- 27 octobre : Jan Niemiec, prélat ukrainien d'origine polonaise, évêque auxiliaire de Kamianets-Podilsky et évêque titulaire de Decoriana (de) (° 14 mars 1958)
- 28 octobre : Anthony Soter Fernandez, premier cardinal malaisien, archevêque de Kuala Lumpur (en) (° 22 avril 1932)

### Novembre
- 7 novembre : 
  - Jean-Marie Mérigoux, prêtre dominicain et universitaire français (° 27 janvier 1938)
  - Anicetus Bongsu Antonius Sinaga, prélat indonésien, archevêque de Medan (° 25 septembre 1941)
- 15 novembre : Raúl Eduardo Vela Chiriboga, cardinal équatorien, archevêque de Quito (° 1er janvier 1934)
- 16 novembre : Henryk Roman Gulbinowicz, cardinal polonais, archevêque de Wrocław (° 17 octobre 1923)
- 22 novembre : Gonzalo Galván Castillo, prélat mexicain, évêque d'Autlán (° 19 janvier 1951)
- 23 novembre : Arthur Hervet, prêtre assomptionniste français, défenseur des Roms (° 9 novembre 1938)
- 24 novembre : Damián Iguacén Borau, prélat espagnol, évêque de Tenerife (° 12 février 1916)
- 26 novembre : Louis Nzala Kianza, prélat congolais, évêque de Popokabaka (° 6 février 1946)
- 29 novembre : Marco Dino Brogi, prélat italien, diplomate du Saint-Siège et archevêque titulaire de Città Ducale (de) (° 12 mars 1932)

### Décembre
- 1er décembre : Henri Teissier, prélat franco-algérien, archevêque d'Alger (° 21 juillet 1929)
- 18 décembre : Takeo Okada, prélat japonais, archevêque de Tokyo (° 24 octobre 1941)
- 19 décembre : Mile Bogović (en), prélat croate, évêque de Gospić-Senj (hr) (° 7 août 1939)
- 25 décembre : 
  - Reginald Foster, prêtre et latiniste américain (° 14 novembre 1939)
  - François Laborde, prêtre et missionnaire français (° 28 février 1927)